# Sông Thao (xã)
Sông Thao là một xã thuộc huyện Trảng Bom, tỉnh Đồng Nai, Việt Nam.
Xã Sông Thao có diện tích 26,59 km², dân số năm 2014 là 11154 người, mật độ dân số đạt 420 người/km².

## Hành chính
Xã Sông Thao được chia thành 3 ấp: Thuận An, Thuận Hòa, Thuận Trường.